# Golpe de Estado em Alto Volta em 1966
O golpe de Estado em Alto Volta em 1966 foi um evento que ocorreu em 3 de janeiro de 1966 na República do Alto Volta (atual Burkina Faso) quando, na sequência de uma agitação popular em grande escala, os militares intervieram contra o governo, forçaram o presidente Maurice Yaméogo a renunciar e o substituíram com o tenente-coronel Sangoulé Lamizana. Lamizana iria governar até 1980, quando mais um golpe militar o derrubaria. O golpe de 1966 provaria ser o primeiro de uma longa linha de golpes de Estado no Alto Volta e na futura Burkina Faso - tanto falhados como bem sucedidos - e marcou o início de meio século de regime militar.

## História

### Antecedentes
O Alto Volta francês, uma pequena, sem litoral e em grande parte empobrecida colônia da França havia sido descolonizada em 1960. Maurice Yaméogo, um aliado próximo do presidente costa-marfinense Félix Houphouët-Boigny, criou uma ditadura de partido único, fazendo seu próprio partido - a União Democrática do Volta - o único partido político legal no país. Os partidos de oposição, como o Partido Reagrupamento Africano, ou foram fundidos com ele ou dissolvidos.
O governo de Yaméogo viria a enfrentar acusações de neocolonialismo, uma vez que esteve estreitamente alinhado com o governo francês. Originalmente, favorecendo uma política pan-africanista, em proveito de uma federação na África Ocidental, finalmente abandonou essas políticas em favor do anti-federalismo da França e de seu amigo Houphouët-Boigny. Ele se juntou ao Conseil de l'Entente, juntamente com alguns outros líderes pró-franceses. Além disso, Yaméogo apoiou estreitamente Israel, tornando-se o primeiro líder africano a visitar o país, opondo-se firmemente a República Árabe do Egito e a Gamal Abdel Nasser.
As políticas agressivas do presidente e o estado profundamente corrupto de sua administração, o fez extremamente impopular. Em 1964, o governo restringiu fortemente o direito de organização dos trabalhadores e proibiu greves trabalhistas, tornando os grandes sindicatos seus inimigos. Na eleição presidencial do ano seguinte, Yaméogo foi reeleito, com um suposto apoio de 100% e 98,4% de participação. Casou-se novamente com uma jovem de 22 anos, ex-rainha da beleza, algumas semanas após a eleição de outubro, e teve uma recepção fria em Ouagadougou no retorno de sua lua de mel em 6 de novembro. A eleição parlamentar no dia seguinte viu oficialmente um apoio de 100% e 97,4% de afluência às urnas em favor da União Democrática do Volta, mas na verdade uma abstenção em massa em protesto contra o presidente e seu partido ocorreu. Um outro grande boicote ocorreu durante as eleições municipais seguintes de 5 de dezembro.

### Golpe
Em 30 de dezembro, após um aumento dos problemas econômicos, o governo anunciou um novo orçamento de austeridade, cortando maciçamente os salários dos funcionários públicos e aumentando os impostos. No dia seguinte, Denis Yaméogo - Ministro do Interior e da Segurança e meio-irmão do presidente - usou uma força opressiva para acabar com uma reunião da liderança trabalhista nacional. Como resultado, uma greve geral foi convocada.
Em 1 de janeiro de 1966, o presidente Yaméogo declarou estado de emergência no país. No dia 2 de janeiro, ele implantou tropas em todos os edifícios públicos, e alertou os funcionários do governo contra a participação na greve geral. Finalmente, em 3 de janeiro, a greve geral começou. Grandes grupos de trabalhadores que protestavam invadiram a sede do partido governista e a Assembleia Nacional. O estado de emergência e as implantações de tropas se voltaram contra o governo - os soldados rasos se recusaram a atirar nos manifestantes.
Em breve, a liderança militar entrou em cena. O tenente-coronel Sangoulé Lamizana, o Chefe do Estado Maior, tomou o poder. O presidente Maurice Yaméogo foi forçado a renunciar, e mais tarde foi preso. No dia seguinte, um novo governo militar foi organizado, o qual receberia o apoio dos sindicatos que encerrariam a greve geral. A Constituição foi suspensa e a Assembleia Nacional dissolvida. Um novo gabinete foi formado com sete oficiais militares e quatro civis, o Conselho Superior das Forças Armadas, com Lamizana no comando. O Comitê Consultivo também foi formado, com 46 membros, que representavam os militares, partidos políticos, sindicatos, líderes religiosos e autoridades tradicionais.

### Consequências
Nas semanas e meses que se seguiram ao golpe, o novo regime militar em grande parte continuou as políticas do civil anterior. Embora o país se moveria diplomaticamente para os Estados árabes, como o Egito, Argélia e Arábia Saudita, e distante de Israel, isso não indicou uma ruptura nas relações com o Ocidente, ou que o governo tinha um caráter sectário. Embora Yaméogo fosse católico e Lamizana muçulmano, muitos dos conspiradores militares também eram católicos. Um mês depois do golpe, em 1 de fevereiro, Lamizana visitou o presidente Houphouët-Boigny, em Abidjan, e em 17 de fevereiro a junta anunciou um orçamento de austeridade muito semelhante ao do governo anterior. Seis meses depois, em 21 de setembro, todas as atividades políticas foram proibidas no país.
Quanto ao ex-presidente Maurice Yaméogo, ele permaneceu preso após o golpe. Seu filho Hermann Yaméogo tentou libertá-lo e restaurá-lo a presidência sem sucesso, pelo qual ficaria sete anos na prisão. Em 8 de maio de 1969, Yaméogo foi condenado a cinco anos de trabalho forçado e a um banimento vitalício. No entanto, seria libertado em 5 de agosto de 1970. Enquanto preso, ele tentou tirar sua própria vida, sem sucesso.
O novo governo militar definiu 1970 como prazo para o retorno ao governo civil. O tenente-coronel Sangoulé Lamizana - mais tarde feito major-general – em vez disso, permaneceu na presidência por 14 anos, até sua derrubada pelo coronel Saye Zerbo em 25 de novembro de 1980. O golpe de 1966 tinha criado um precedente. Ainda hoje, tal como a insurreição de 2014, poder permanece nas mãos dos militares.